# Colonne sonore di Fate/stay night
Questa voce raccoglie le colonne sonore di Fate/stay night.

## Fate/stay night Original Sound Track
1. This Illusion (Fate version) – 1:32
2. Into the night – 2:48
3. Hizashi no naka de (日差しの中で?) – 2:31
4. Odayaka na mainichi (穏やかな毎日?) – 3:07
5. Yasashii fūkei (優しい風景?) – 2:20
6. Akaneiro no machi (茜色の街?) – 1:53
7. Egao ni kakomarete (笑顔に囲まれて?) – 3:08
8. Ninin no jikan (二人の時間?) – 2:09
9. Mayonaka no hazama (真夜中の狭間?) – 3:23
10. Unmei no uzu (運命の渦?) – 1:27
11. Gekitotsusuru kon (激突する魂?) – 3:29
12. Akumu (悪夢?) – 2:28
13. Toppakō (突破口?) – 1:32
14. This Illusion (instrumental) – 2:31
15. Samayō kage (彷徨う影?) – 3:26
16. Yakusokusareta shōri no ken (約束された勝利の剣?) – 2:40
17. Kienai omoi (消えない想い?) – 2:43
18. Shippu no kenshi (疾風の剣士?) – 1:57
19. Tsuioku no kanata (追憶の彼方?) – 1:42
20. Hametsu no ashioto (破滅の足音?) – 2:55
21. Kogane no ō (黄金の王?) – 2:21
22. Emiya (エミヤ?) – 3:04
23. Hikari to yami (光と闇?) – 2:37
24. Kono yo subete no aku (この世全ての悪? lett. "Tutto il male di questo mondo") – 2:53
25. This Illusion (piano version) – 2:54
26. Arata na yoake (新たな夜明け?) – 3:33
27. Utsuriyuku kisetsu (移りゆく季節?) – 1:58
28. Days (Fate version) – 2:40

Durata totale: 71:41